# Ги (одежда)
Об индийском топлёном масле см. гхи

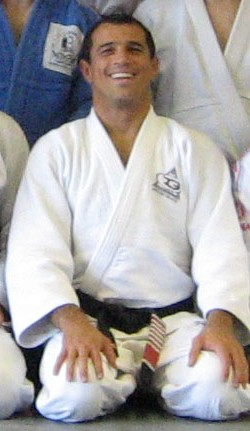
Хойлер Грэйси в белом ги

Ги — одежда для занятий бразильским джиу-джитсу подобная дзюдоги, но с более плотными и короткими штанами и рукавами. Такой покрой оставляет противнику меньше возможностей для захвата, хотя существуют стандарты, и ги должно им соответствовать на соревнованиях. Как и в дзюдо, иногда используется термин «кимоно».

## Общие правила
Единственные разрешенные на международных чемпионатах цвета ги — это белый, чёрный или синий, хотя в некоторой юрисдикции это правило смягчено и позволяет носить ги любого цвета. В некоторых клубах принято, что белые пояса должны носить только белый ги, но как только они получают синий пояс, они свободны носить любой цвет.
Согласно статье 8 Международной федерации бразильского джиу-джитсу (IBJJF), на соревнованиях ги должно соответствовать следующим критериям:
- Ги должен быть сшит из хлопка или подобного материала и быть в хорошем состоянии. Материал не должен быть чрезмерно толстым или твердым, для усложнения условий противнику.
- Цвета ги могут быть чёрными, белыми или синими. Комбинированные цвета запрещены (белая куртка с синими штанами, и т. д.)
- Куртка должна доставать до бедер, при вытянутых вперёд руках рукава должны достигать запястья. Длина рукава урегулирована официальными измерениями согласно IBJJF (от плеча до запястья).
- Ширина пояса должна быть 4—5 сантиметров, цвет должен соответствовать разряду студента. Пояс должен быть завязан вокруг талии с двойным узлом, достаточно крепким, чтобы держать ги запахнутым.
- Борцам не разрешают соревноваться с порванными ги, рукавами или штанами, не имеющими надлежащей длины, или с футболками под кимоно (за исключением женщин).
- Студенту не разрешено рисовать на его ги. Исключения могут быть сделаны для командных соревнований.

## Нашивки

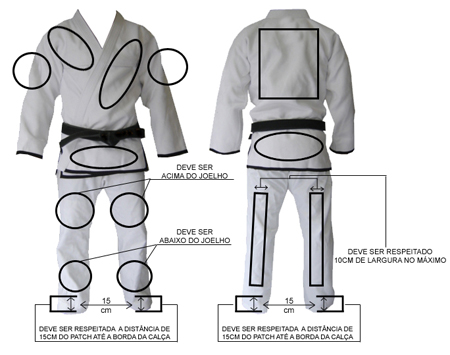
Места для нашивок

Согласно статье 13 правил IBJJF, нашивки могут быть помещены в ги в одном из тринадцати различных местоположений:
На куртке:
- Плечи
- Внутренняя пола
- Внешняя пола
- Под поясом спереди
- Под поясом сзади
- Спина

На штанах:
- Вся задняя поверхность ног
- Передняя поверхность бедер
- Передняя поверхность голеней (должна отстоять не менее чем на 15 сантиметров от края штанины)